# Жељко Бувач
Жељко Бувач (рођен 13. септембра 1961. y Омарској код Приједора), некадашњи српски и југословенски фудбалер. Тренутно је спортски директор Динама из Москве, а био је селектор фудбалске репрезентације Републике Српске и први помоћник Јиргена Клопа.

## Играчка каријера
Жељко Бувач је фудбалску каријеру започео у ФК Омарска да би прешао 1985. у ФК Љубија из Приједора. Затим наредне сезоне прелази у бањалучки Борац за који је наступао до 1991. и укњижио 100 наступа и 14 голова. Играо је са Борцем и Прву лигу Југославије а такође је био члан генерације овог клуба која је освојила Куп Маршала Тита 1988.. Од сезоне 1991/1992. до 1998. наступао је за Њемачке клубове: Rot-Weiß Erfurt, 1. FSV Mainz 05 и SC Neukirchen за које је уписао 209 наступа и постигао 32 гола.

## Тренерска каријера
Тренерску каријеру започео је 1998. у Немачком SC Neukirchen, за који је и наступао последње три сезоне играчке каријере, и ту се као тренер задржао до 2001. године. Затим је од 2001-2008. био помоћни тренер 1. FSV Mainz 05 а од 2008. до 2015. је био помоћни тренер Јиргенa Клопa у Борусији из Дортмунда. Одласком Јиргенa Клопa у ФК Ливерпул Бувач тамо наставља са тим послом.1.05.2018 одлази из ФК Ливерпула . Тренутно је беѕ ангажмана.. У августу 2013. године, изабран је за селектора фудбалске репрезентације Републике Српске.

## Селектор репрезентације Републике Српске
Помоћни тренер бундеслигаша Њемачке и вицешампиона Европе, изабран је у августу 2013. за селектора репрезентације Републике Српске. Добио је једногласну подршку "фудбалске владе" из Бањалуке, тако да је на тој функцији наслиједио Борчета Средојевића. Жељко Бувач према оцјени ИО ФС РС добио је предност за обављање те функције у конкуренцији Илије Петковића и Небојше Гудеља.
Драго ми је што ћу бити селектор фудбалерима Републике Српске. С обзиром да је ријеч о озбиљном пројекту о коме сам разговарао са предсједником Савеза Милетом Ковачевићем, ни једног тренутка нисам се двоумио да ли да прихватим позив. Ријеч је о развоју фудбалског спорта код нас, у поднебљу гдје је увијек било много фудбалских талената. Имам много обавеза У Борусији али уз помоћ стручног штаба репрезентације, рјешаваћемо проблеме и обављати задатке који су пред нама.  — Жељко Бувач, за "Независне новине" 14. августа 2013.